# Gamla kyrkogården, Kungälv

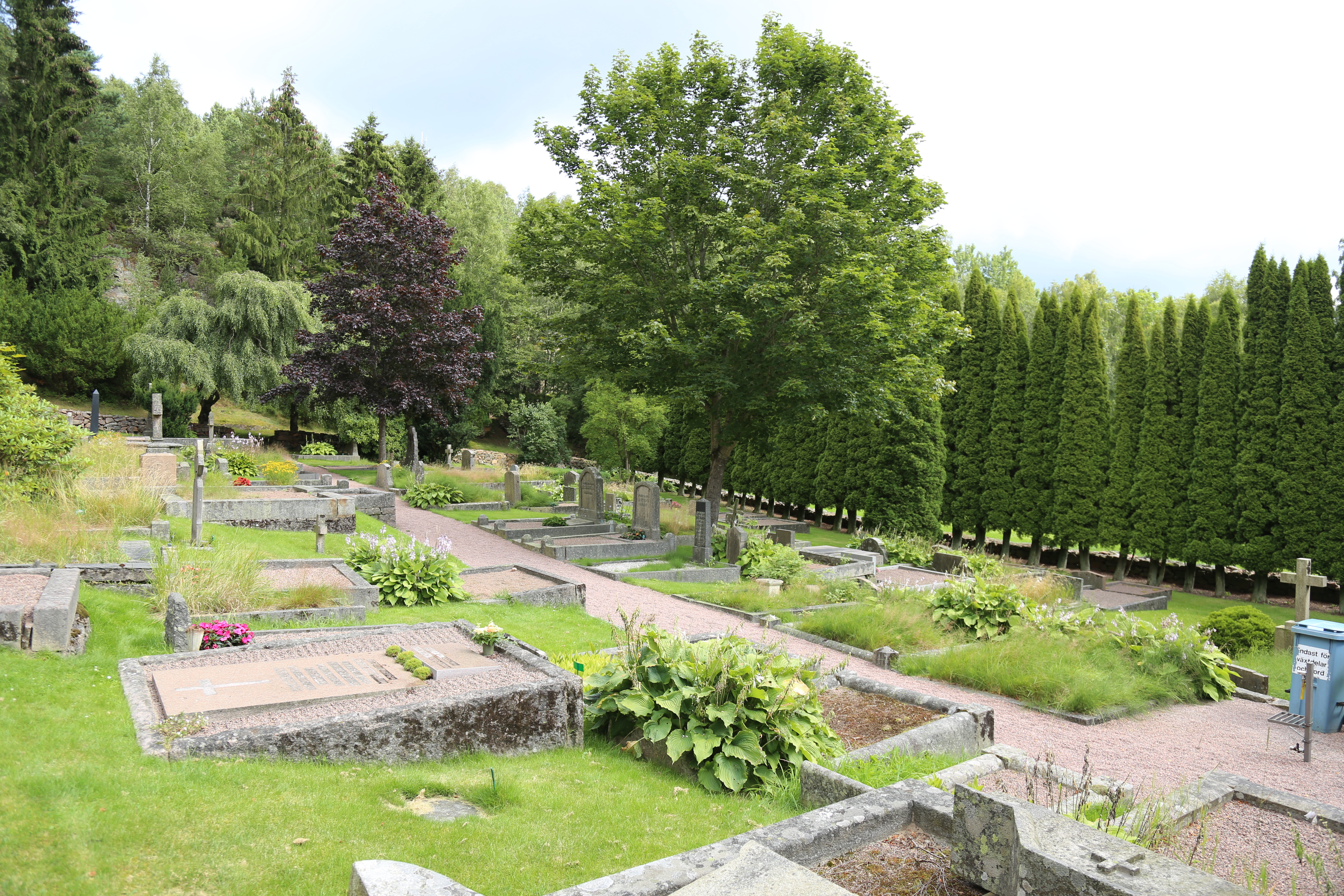
Gamla kyrkogården i augusti 2015.

Gamla kyrkogården i Kungälv är stadens äldsta begravningsplats, med anor från 1500-talet. Den ligger i naturområdet Fontin i Kungälvs sydöstra del.
De första belagda jordfästningarna på kyrkogården ägde rum under Nordiska sjuårskriget. De begravda var de svenska soldater som under Bohus belägring vintern 1564 frös ihjäl eller avled i tyfus. Begravningsplatsen användes även under senare belägringar och kallades för den svenska kyrkogården.
Kyrkogården började användas mer allmänt sedan Bohuslän blivit svenskt. Den var stadens enda begravningsplats från 1814, då kyrkogården vid Kungälvs kyrka togs ur bruk, till 1864, då Västra kyrkogården anlades. År 1887 väckte Hälsovårdsnämnden förslag om att den skulle stängas på grund av dess närhet till vattentäkten Kalla källa, men en laboratorieundersökning av vattnet fastställde att begravningsplatsen inte påverkade dess kvalité.
Bland personer som ligger begravda på Gamla kyrkogården i Kungälv märks målarna Gösta Sandels, vars urna flyttades hit från spanska Alhambra 1997, och Birger Simonsson.